# とりいかずよしファミリー劇場
『とりいかずよしファミリー劇場』（とりいかずよしファミリーげきじょう）は、とりいかずよしによる日本の漫画の連作シリーズ。『別冊コロコロコミック』（小学館）において、1984年4月号から同年10月号にかけて隔月で掲載された。ギャグ漫画作家のイメージの強いとりいが、家族と家庭愛をテーマとして描いた作品群である。単行本化は行われていない。
とりいが『コロコロ』以前に『週刊少年ジャンプ』（集英社）で漫画を連載していた頃、ギャグ漫画の一方で描いた読み切りの人情漫画が好評で、とりい自身も手応えを感じたことから、とりいが『コロコロ』編集部に持ちかける形で掲載の運びとなった。
核家族化の進行によって家族のあり方が変わりつつあった1980年代において、家族の意味を改めて見つめ直すことを狙った作品群であり、ギャグタッチの中に涙と感動、家族だからこそ気づきにくい存在の大切さ、切れない絆が描かれている。大人のコロコロこと『熱血!!コロコロ伝説』刊行に際しては、かつてとりいの漫画の読者たちだった世代に向けての応援歌として、家族を描いた従来作品に対し、これから家族になるかもしれない男女を描いた新作「とりいかずよしファミリー劇場2007」が書き下ろされた。
下記の作品群のほか、これらのルーツといえる作品として、『週刊少年ジャンプ』1975年14号などに愛読者賞チャレンジ作品として掲載された『にいちゃん』『とうちゃん』がある。

## 作品一覧
『かあちゃん』
4月号掲載。夫を早くに亡くし、2人息子を女手一つで育てる魚屋の女主人の物語。
後に『熱血!!コロコロ伝説』vol.4にも掲載された。
『とおちゃん』
6月号掲載。余命1年の宣告を受け、残された時間を家族と楽しむことに没頭する父親の物語。
『にいちゃん』
8月号掲載。何かと頭脳自慢の弟と比較されがちな、健康自慢な兄の物語。
『ねえちゃん』
10月号掲載。早くに母を亡くし、母代わりに家事を一手に引き受けて生きる姉の物語。
『いい歳してッ!』
『熱血!!コロコロ伝説』vol.3掲載の新作。おたく趣味に没頭する30歳代半ばの独身サラリーマンと、その同僚女性の物語。